# Rhododrilus huttoni
Rhododrilus huttoni är en ringmaskart som först beskrevs av Benham 1901.  Rhododrilus huttoni ingår i släktet Rhododrilus och familjen Acanthodrilidae. Inga underarter finns listade i Catalogue of Life.